# Vexibia prodanii
Vexibia prodanii là một loài thực vật có hoa trong họ Đậu. Loài này được (E. Anderson) W.A. Weber miêu tả khoa học đầu tiên năm 1987.